# IFK Göteborg
El Idrottsföreningen Kamraterna Göteborg (en español: Asociación Deportiva Camaradas de Gotemburgo), conocido simplemente como IFK Göteborg es un club de fútbol profesional con sede en Gotemburgo, Suecia. Actualmente se desempeña en la Allsvenskan, máxima categoría del fútbol sueco.
El club fue fundado en 1904, ha ganado 18 títulos de liga nacional, ocho títulos de la copa nacional y dos Copas de la UEFA.
El IFK es el club más exitoso en Suecia junto con el Malmö FF, y uno de los clubes más exitosos en todo el norte de Europa, ya que es el único equipo escandinavo que ha ganado títulos europeos oficiales al ganar la Copa de la UEFA en 1982 y 1987. En la actualidad lidera la clasificación histórica de la primera liga de Suecia, la Allsvenskan, donde han jugado la mayor parte de su historia. El club lleva ininterrumpidamente en la primera división de Suecia desde 1977, que es, actualmente, el periodo más largo en la máxima división del sistema de ligas del fútbol nacional de cualquier club sueco.
Los colores tradicionales de la primera equipación del club son camiseta a rayas verticales azules y blancas y pantalón azul. El IFK es uno de los clubes de fútbol más populares de Suecia, con apoyo en todo el país. Desde el inicio de la temporada 2009, juegan todos sus partidos como local en el estadio Gamla Ullevi, inaugurado en 2009 y con capacidad para 18.800 espectadores.

## Historia

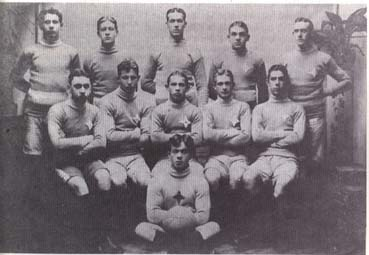
Plantilla del IFK Göteborg en 1905.

El IFK Göteborg fue fundado en el Café Olivedal el 4 de octubre de 1904, convirtiéndose en la 39.ª asociación IFK de Suecia. Idrottsföreningen Kamraterna significa en español Asociación de Deportes Los Amigos. La iniciativa de fundar la asociación IFK parte de dos estudiantes de la capital, Estocolmo, que convocaron a través del periódico capitalino Kamratern (El Amigo, o El Camarada) a los jóvenes que desearan unirse a un proyecto social para el fomento de las actividades deportivas, y del nombre del citado diario de Estocolmo se derivó el de la institución. Ésta se extendió rápidamente creando más de 160 filiales en Suecia y en la vecinas naciones Noruega, Dinamarca y Finlandia. La de Gotemburgo, como queda dicho, era la número 39. Con el paso de los años, se convirtió en la más importante de todas las sociedades IFK.
Ese 4 de octubre de 1904 se creó un comité para el fútbol en la histórica primera reunión, mientras que el primer partido de la asociación terminó en una victoria de 4-1 ante un club local, el IK Viking. La fundación del IFK Göteborg era importante para el desarrollo del fútbol en la ciudad, ya que hasta ese momento, el Örgryte IS era el claro dominante del fútbol local de Gotemburgo, por lo que el IFK Göteborg surgió como una competencia necesaria.

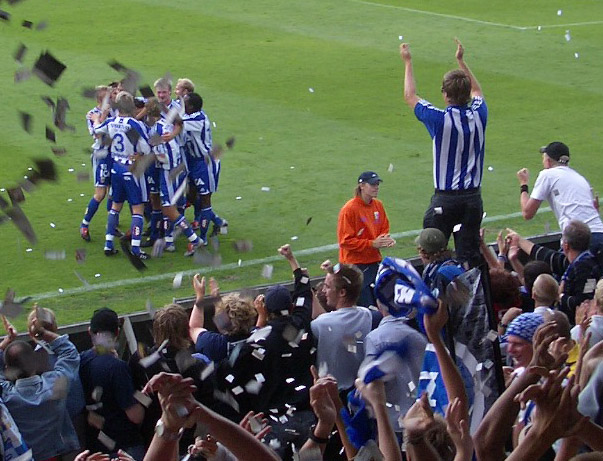
El IFK Göteborg y sus aficionados celebran un gol ante el Örebro SK en el 2004.

El IFK Göteborg se convirtió en el primer equipo sueco en cuatro años que venció al Örgryte IS en 1907. A continuación, pasó a ganar su primer campeonato de Suecia en 1908 al ganar el torneo de la Svenska Mästerskapet, y tres jugadores del club fueron seleccionados para jugar con Suecia en el primer partido de la selección nacional. Ese año el IFK disputó sus primeros partidos internacionales por primera vez contra los daneses del Østerbro BK y Boldklubben af 1893.
En 1910, el equipo jugó, por primera vez, con la camiseta a rayas azules y blancas. Dos años más tarde el equipo empató 1-1 en un partido contra el equipo olímpico de Suecia 1912, y los periódicos en Estocolmo nombraron al IFK Göteborg como "el mejor club de fútbol sueco de todos los tiempos". El IFK Göteborg ganó la Svenska Serien (—la liga más alta de Suecia en el momento, pero el Campeonato sueco no decidía al campeón de Suecia, sino que lo hacía la Svenska Mästerskapet—) por quinta vez consecutiva en 1917. Los primeros equipos del reciente IFK Göteborg no tenían entrenador, que no fue hasta 1921 cuando fue contratado el húngaro Sándor Bródy, que fue nombrado director del IFK dos años más tarde. La primera liga nacional oficial de Suecia, la Allsvenskan, comenzó a finales de 1924, año en el que el legendario Filip Johansson hizo su debut con el IFK Göteborg. El club terminó en segundo lugar, pero Johansson anotó 39 goles en 22 partidos y fue el máximo goleador de la liga.
Los Blåvitt (apodo popular del club que significa "blanquiazules") ganaron su primer título en la Allsvenskan en 1934-35, ya que las diez temporadas anteriores de la liga el club finalizó entre los cuatro primeros. El fútbol sueco fue dominado por los equipos de Gotemburgo en estos años, pero el IFK Göteborg descendió a segunda división, de manera sorprendente, en 1937-38, aunque el equipo regresó de nuevo a Allsvenskan la temporada siguiente. De vuelta en la máxima división, el IFK terminó en segundo lugar, pues la liga continuó disputándose a pesar del estallido de la Segunda Guerra Mundial. El IFK ganó otro título en 1941-42 con un equipo fuerte, pero el resto de la década obtuvo resultados menos exitosos. El equipo de 1940 incluyó al talento Gunnar Gren, que se convirtió en el máximo goleador en 1946-47. También fue galardonado con Guldbollen como el mejor jugador en Suecia, y ganó una medalla de oro olímpica con el equipo sueco en los Juegos Olímpicos de 1948. Cuando Gren fichó por el AC Milan en 1949, el IFK perdió la categoría de la Allsvenskan en la siguiente temporada y descendió, nuevamente, a la Superettan, la segunda división. Al igual que ocurrió la última vez que descendió, el club regresó a la Allsvenskan tras solo una temporada en la segunda categoría. El IFK disputó por primera vez en 1958 la Copa de Europa, pero fueron eliminados en la segunda ronda por el SC Wismut. En 1959, tuvo lugar la mayor asistencia de todos los tiempos para un partido de Allsvenskan, con 52.194 espectadores, en el derbi que enfrentó al IFK ante el Örgryte IS en el Nya Ullevi.
Tras una década poco glamorosa, el IFK fue conducido por el entrenador y exfutbolista Bertil Johansson a un sorprendente título de campeón en 1969. La temporada siguiente fue uno de los más oscuros de su historia. El IFK descendió a la Superettan y, a diferencia de descensos anteriores, no hicieron un retorno inmediato. Después de tres temporadas en el segundo nivel el IFK había perdido todas las señales de ser un equipo de la Allsvenskan, y aún no había conseguido ganar la promoción. Sin embargo, la junta directiva encabezada por Anders Bernmar emprendieron un proyecto serio para ascender al IFK, que lo logró en 1976. Tres años más tarde, en 1979, el IFK contrató a Sven-Göran Eriksson como entrenador. Eriksson introdujo el sistema típicamente británico de 4-4-2, con "presión y apoyo" —llamado irónicamente el "modelo Swenglish"— que daría al IFK excelentes resultados más adelante, y su primera temporada en el club terminó con un segundo puesto en la Allsvenskan y el título de la Svenska Cupen.

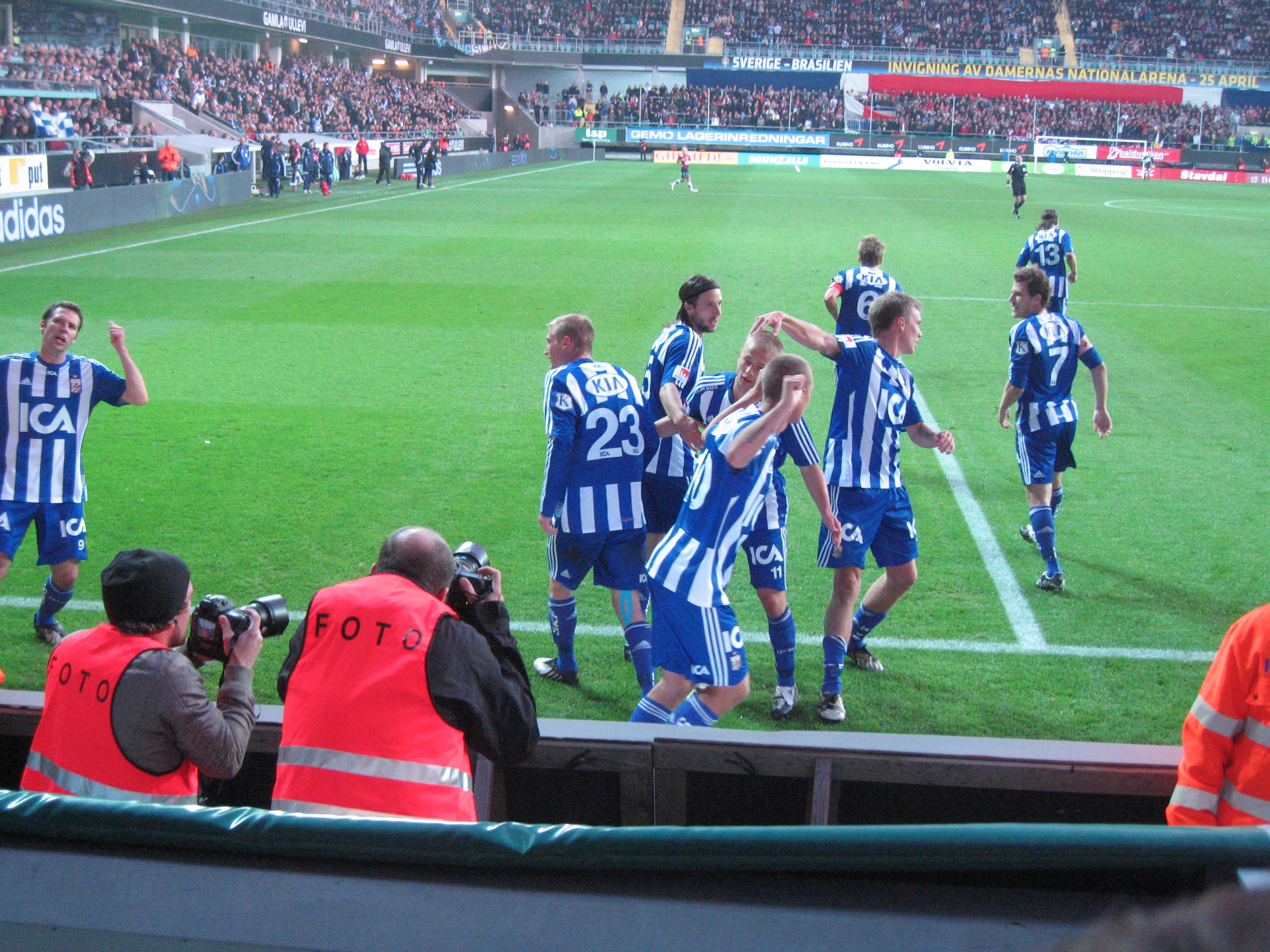
El IFK Göteborg y sus aficionados celebran un gol ante el Örgryte IS en 2009.

Después de reforzar el equipo con varios jugadores —incluyendo los costosos Thomas Wernerson y Stig Fredriksson— el IFK había terminado segundo en la liga y estaba en los cuartos de final en la Copa de la UEFA en 1981. Sin embargo, aquella temporada fue muy poco estable y el club estuvo a punto de llegar a la quiebra, incluso tuvo que pedir dinero prestado a los aficionados para viajar a Valencia a jugar los cuartos de final de la Copa de la UEFA. Después de los agitados comienzos, el IFK ganó todas las competiciones que disputaron, incluida la Allsvenskan, la Svenska Cupen y la Copa de la UEFA, derrotando a Hamburgo SV 4-0 en el global de la final, conquistando, de esta manera, su primer título oficial internacional. Durante los siguientes 15 años el club vivió su etapa dorada y fue el líder del fútbol sueco, ganando el campeonato de liga diez veces, tres copas y la Copa de la UEFA en otra ocasión.

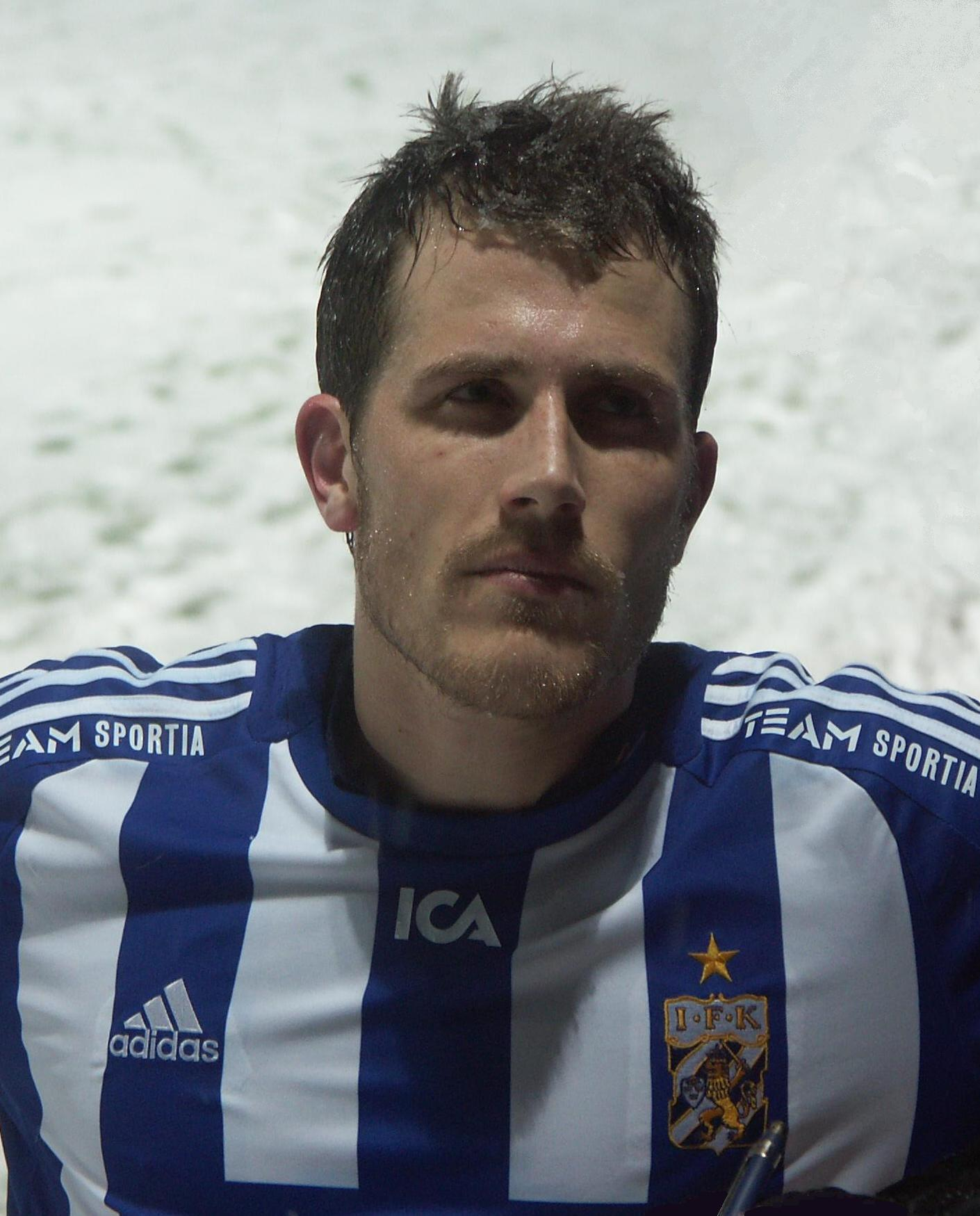
Tobias Hysén, hijo de la leyenda del Göteborg Glenn Hysén y capitán del equipo.

El IFK logró formar un equipo fuerte para un par de años y se proclamó campeón de Suecia en 1983 y 1984, y de Copa en 1983. En 1986, el equipo llegó a las semifinales de la Copa de Europa, pero fueron derrotados en la vuelta por el triplete de Ángel "Pichi" Alonso, jugador del FC Barcelona. Un nuevo equipo de talentos ganó la Copa de la UEFA y la Allsvenskan, una vez más en 1987, al derrotar en la final al Dundee United por un global de 2-1. El joven entrenador Roger Gustafsson se hizo cargo del equipo de Gunder Bengtsson en 1990, y su tiempo con el IFK se convertiría en un gran éxito, ganando cinco Allsvenskan entre 1990 y 1995.
Al ganar el IFK la Allsvenskan 1993, se clasificó para la Liga de Campeones de la UEFA. El club blanquiazul avanzó a la fase de grupos, donde se enfrentó al FC Barcelona, Manchester United y Galatasaray. Contra todo pronóstico, el IFK Göteborg finalizó campeón del grupo y se clasificó para los octavos de final, logrando sendas victorias en Ullevi ante el Barcelona (2–1) y el Manchester United (3–1), así como un empate a un gol en el Camp Nou. Sin embargo, el IFK Göteborg fue eliminado en los cuartos de final por el Bayern Múnich por los goles anotados por los alemanas como visitantes (2–2).
Los últimos años antes del nuevo milenio fueron decepcionantes para el IFK, ofreciendo un marcado contraste con el éxito de la etapa anterior. El equipo solo pudo hacerse con un subcampeonato de liga en 1997 y un octavo lugar en 1998, tras la compra de varios jugadores caros que no ofrecieron el rendimiento esperado. El IFK despidió a su entrenador en mitad de la temporada dos años consecutivos —en 1998 y 1999— cuando el club nunca antes había cambiado de técnico durante la temporada en curso. El último año de la década se cerró con un sexto lugar. El nuevo milenio ofreció resultados variados, ya que el club tuvo que disputar un play-off de descenso en 2002, pero en 2001, 2004 y 2005 el IFK Göteborg se mantuvo en la lucha por el campeonato. En 2007, el equipo ganó su primera liga en once años y ganó la Svenska Cupen la temporada siguiente. El IFK Göteborg todavía es considerado como uno de los "tres grandes" del fútbol sueco, junto con el Malmö FF y el AIK.
En 2013, con Mikael Stahre como entrenador, el equipo se consagró campeón nuevamente de la Copa de Suecia, tras derrotar en la final a Djurgårdens IF en los penales luego de empatar 1-1 en el tiempo reglamentario. El capitán Tobias Hysén marcó el tanto para IFK, en un partido que también disputaron Mattias Bjärsmyr, John Alvbåge, Robin Söder, Jakob Johansson, Philip Haglund, Pontus Farnerud, entre otros. Farnerud marcó el penalti decisivo para la obtención del título. En la temporada siguiente, el club finalizó 2° en la Allsvenkan, pero lejos del campeón Malmö, a 36 puntos.
Ya con Jörgen Lennartsson como entrenador, Göteborg terminó nuevamente subcampeón en la Allsvenkan 2015, a tan sólo 3 puntos del campeón IFK Norrköping. John Alvbåge fue clave en la temporada ya que el equipo terminó con la valla menos vencida. Aunque no pudo conseguir la liga, el equipo obtuvo su 7° Copa de Suecia al vencer en la final a Örebro SK por 2-1, con goles de Søren Rieks y Lasse Vibe. Emil Salomonsson, John Alvbåge y Mattias Bjärsmyr (como capitán) disputaron el partido, obteniendo de nuevo el título conseguido dos años antes. En los años siguientes, el club tuvo resultados irregulares en la liga, a veces terminando en la mitad de tabla. Sin embargo, en 2020 consiguió su octava Copa de Suecia, tras derrotar por 2-1 a su clásico rival Malmö FF en el tiempo suplementario. Patrik Karlsson Lagemyr y Alexander Farnerud marcaron para el Göteborg, en un equipo capitaneado por August Erlingmark. El histórico Bjärsmyr y Jakob Johansson también disputaron el partido.

## Colores y escudo

Colores y esbozo del escudo del IFK Göteborg.

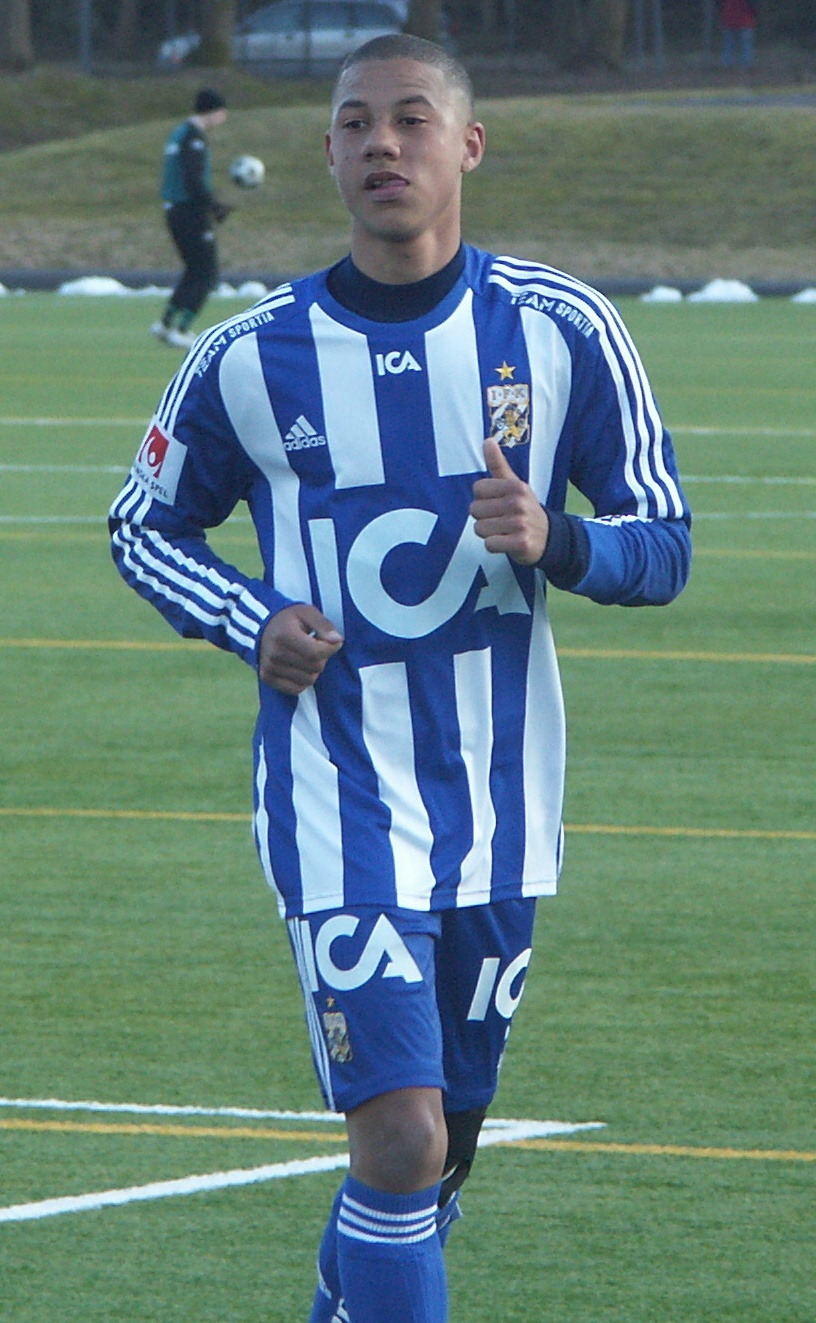
Clásico uniforme del club.

Los colores tradicionales de todas las asociaciones IFK son el azul y blanco, y IFK Göteborg no es una excepción. La primera equipación del club fue una camiseta azul con una sola franja horizontal blanca y una estrella de cuatro puntas, uno de los símbolos de la asociación IFK, blanca en el pecho. Durante los siguientes años, se utilizaron camisetas azules o blancas sin rayas. En 1910, apareció el uniforme azul y blanco con rayas verticales y pantalón azul primera vez, inspirado en el del Kjøbenhavns Boldklub. Este uniforme se ha mantenido como los colores como local desde entonces. Un logotipo azul y blanco del patrocinador principal ICA —una cadena de supermercados— ha figurado en la parte frontal de la camiseta desde 1982 y prácticamente se ha convertido en parte de la misma. El club no incluyó ningún otro patrocinador en el uniforme y este diseño se ha convertido en un clásico en el fútbol sueco. ICA fue sustituido por la institución financiera Finans Prioritet como patrocinador principal en el inicio de la temporada 2011. La segunda equipación tradicional es de color rojo y negro, en diferentes estilos, aunque se han utilizado otras combinaciones de colores, por ejemplo, naranja y blanco, principalmente en los años 1990 y 2000. La segunda equipación de 2005 utilizó el rojo y el blanco. Una tercera equipación casi completamente blanco con detalles azules se introdujo a mediados de 2007, después de las peticiones de los aficionados. La segunda equipación más reciente cuenta con un camiseta rosa con pantalones cortos negros.
El escudo del IFK Göteborg tiene sus orígenes en el escudo de armas de la ciudad de Gotemburgo, que a su vez se basa en varias otras armas heráldicas. El león en campo de plata y azul son las armas heráldicas de la Folkungaätt, la celebración de las tres coronas de Suecia, ambos símbolos se utilizan en el escudo de armas de Suecia. Este escudo se le concedió a la ciudad por Gustavo II Adolfo de Suecia. El escudo de armas de Gotemburgo contiene el león frente a la siniestra (derecha heráldica) que a menudo se interpreta como un león huyendo, lo normal es un león frente a la diestra (izquierda), pero el IFK eligió el león a la izquierda en el escudo del club. Sumando las tres letras IFK en la parte superior, el escudo apareció por primera vez en el equipo en 1919.

### Uniforme
| Periodo   | Firma deportiva | Patrocinador     |
| --------- | --------------- | ---------------- |
| 1977–78   | Adidas          | Ninguno          |
| 1979      | Admiral         | Ninguno          |
| 1980      | Admiral         | ICA              |
| 1981–92   | Adidas          | ICA              |
| 1993–96   | ASICS           | ICA              |
| 1997–99   | Reebok          | ICA              |
| 2000–10   | Adidas          | ICA              |
| 2011–14   | Adidas          | Prioritet Finans |
| 2015      | Adidas          | Ninguno          |
| 2015      | Adidas          | Prioritet Finans |
| 2016–2019 | Kappa           | Prioritet Finans |
| 2020-     | Craft           | Prioritet Finans |

### Evolución
| 2017 | 2019 | 2020 | 2021 | 2022 | 2024 |

## Estadio

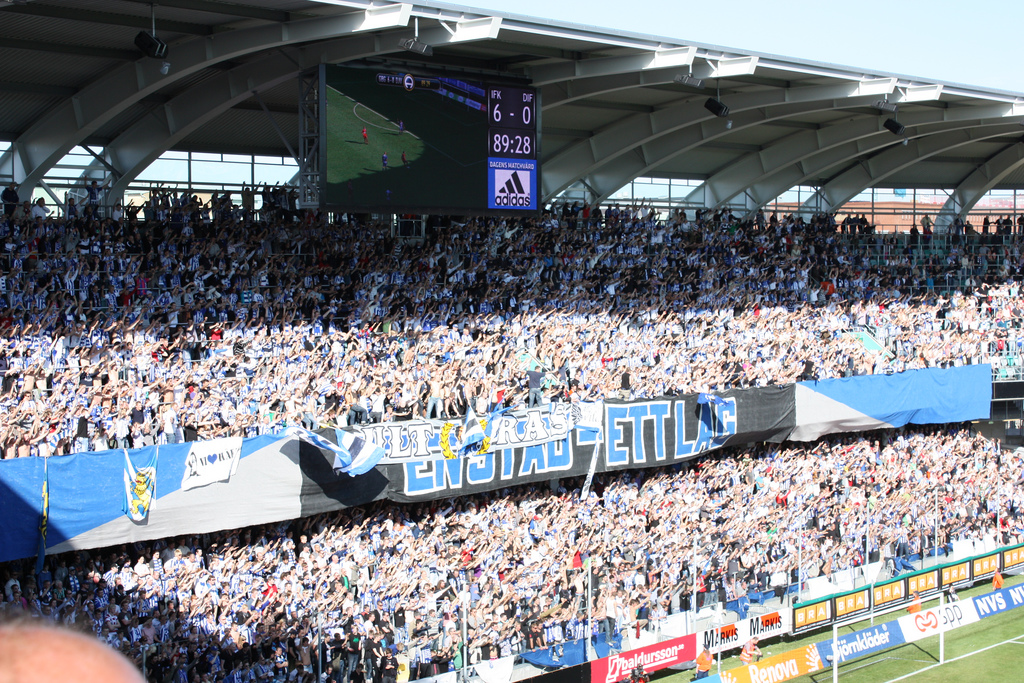
Primer partido del IFK Göteborg (11 de abril de 2009) en el nuevo Gamla Ullevi, encuentro que el IFK ganó 6–0 ante el Djurgårdens IF.

Históricamente, el estadio principal del IFK Göteborg ha sido Gamla Ullevi, donde han se disputaron la mayoría de los partidos oficiales. El club ha jugado allí en dos períodos separados, más recientemente, después de salir de Ullevi (Nya Ullevi) en 1992, aunque los partidos que congregan a grandes multitudes —como los derbis contra el Örgryte IS y GAIS o partidos internacionales—, aún se disputan en el Ullevi. La capacidad de Gamla Ullevi era de 18.000 espectadores en los años 1990 y 2000, mientras Nya Ullevi tiene una capacidad de 43.200 espectadores.
El viejo Gamla Ullevi fue derribado el 9 de enero de 2007 para construirse un nuevo estadio con el mismo nombre, Gamla Ullevi, con una capacidad de 18.800 espectadores. El nuevo estadio fue terminado a finales de 2008, pero no se abrió hasta el inicio de la temporada 2009. Durante la construcción, el IFK Göteborg IFK jugó las temporadas 2007 y 2008 en Nya Ullevi. El 11 de abril de 2009 el IFK Göteborg jugó su primer partido en el nuevo estadio Gamla Ullevi y ganó contra el Djurgården con 6-0 ante 18.276 espectadores.
El IFK Göteborg ha utilizado otros tres estadios de manera oficial como local. El primero fue Idrottsplatsen, en uso desde 1905 hasta 1916. Fue construido en 1896 por el Club Ciclista Göteborgs Velocipedklubb, y fue utilizado originalmente para el ciclismo de pista. Durante la temporada 1909 el IFK Göteborg también utilizó el estadio del Örgryte IS, Balders Hage, debido a un conflicto con los propietarios de Idrottsplatsen. El tercer estadio oficial fue Walhalla Idrottsplats, que se utilizó para una serie de partidos de local en el mismo tiempo que Idrottsplatsen. Un cuarto estadio, Slottsskogsvallen, nunca fue su estadio oficial, pero si ha sido utilizado en varias ocasiones para partidos en casa del IFK Göteborg.
Idrottsplatsen entró en decadencia debido a la falta de liderazgo y una economía en problemas en la década de 1910, y se tomó la decisión de renovar por completo el estadio con la ayuda de patrocinio y financiación exterior. La construcción del nuevo campo de fútbol se inició en 1915 y se emplazaba en el sitio de Idrottsplatsen. El nuevo estadio, originalmente llamado Ullervi, fue más tarde cambiado a Ullevi y finalmente Gamla Ullevi, siendo inaugurado en 1916. Fue el estadio del IFK Göteborg hasta 1958, cuando se construyó el Nya Ullevi para la Copa Mundial de 1958 celebrado en Suecia. Debido a una serie de temporadas con baja asistencia en el fútbol sueco a finales de 1980 y principios de 1990, el club regresó a Gamla Ullevi en 1992.

## Afición
Antes de la fundación del IFK Göteborg, el club dominante en la zona de Gotemburgo era el Örgryte IS, que se consideraba un club de clase media, y en los últimos años un club de clase alta, como la mayoría de los clubes de la época. El IFK llegó a ser popular entre la clase obrera, creando una rivalidad feroz sobre la base de orgullo local y clase social. A comienzos del siglo XX, los aficionados debían actuar como caballeros, aplaudiendo y apoyando tanto a su propio equipo como al rival. Sin embargo, esto resultó ser una tarea difícil para los seguidores de los equipos de Gotemburgo. El patriotismo local y las diferencias de clase a veces daba lugar a peleas e invasiones de campo, haciendo que la prensa y los aficionados suecos viesen al Örgryte y al IFK como la escoria del fútbol sueco.

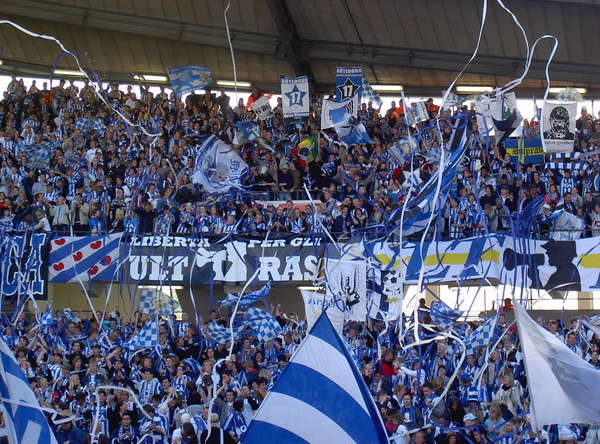
Aficionados del IFK Göteborg durante un derbi ante el Örgryte IS en 2005.

Después de la Primera Guerra Mundial, la rivalidad se calmó y los aficionados de Gotemburgo también, en un clima de amistad y deportividad. Sin embargo, esto solo se aplica a la conducta en su estadio, ya que los aficionados del IFK continuaron con comportamientos violentos en los partidos fuera de casa en tren (llamado göteborgstågen, los trenes de Gotemburgo), un fenómeno que creció rápidamente en la década de 1920. Este mal comportamiento alcanzó su máximo esplendor en 1939, justo después del estallido de la Segunda Guerra Mundial, cuando unos 1900 aficionados del IFK viajaron a Borås para ver el partido entre el IFK y el Elfsborg. Después de una derrota 3-2, los aficionados lucharon con la policía de Borås, antes de regresar a Gotemburgo y perturbar un ejercicio de censura en tiempos de guerra.

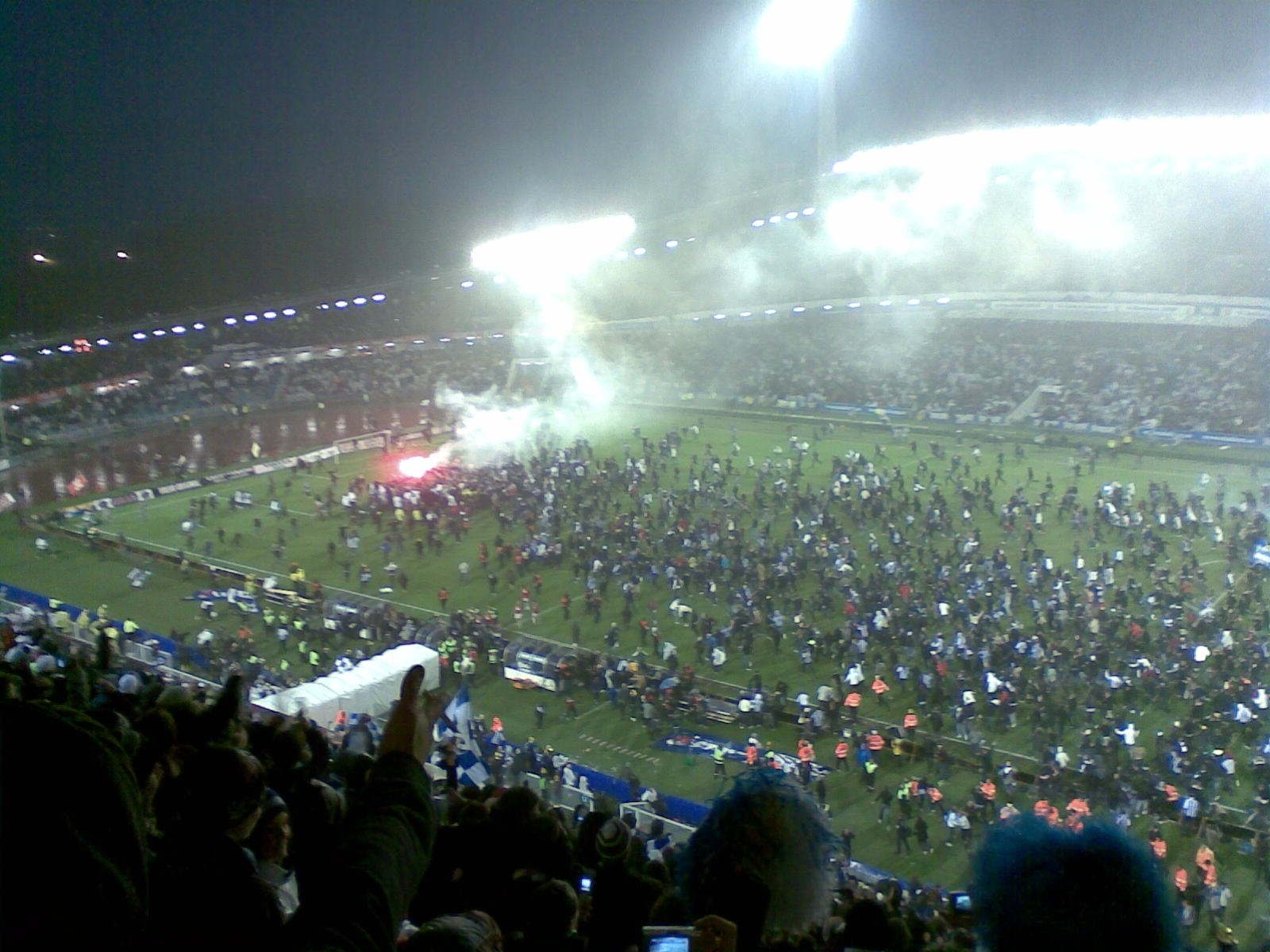
Imagen de la celebración del 18.º título de liga en Ullevi.

Al igual que en muchas otras partes del mundo, las décadas posteriores a la Segunda Guerra Mundial eran relativamente libres de violencia en el fútbol y la cultura hincha no cambió mucho. La cultura del fútbol sueco empezó a cambiar a finales de 1960, llegando a ser fuertemente inspirada e influenciado por la cultura británica. Esta floreció en las décadas de 1970 y 1980, dando a luz a algunos de los más conocidos clubes de hinchas suecos, la Black Army del AIK, los Blue Saints del Djurgårdens IF (más tarde Järnkaminerna), y los Änglarna ("ángeles") del IFK Göteborg. El primer intento de fundar un club de hinchas del IFK se hizo en 1969, pero el interés disminuyó cuando el IFK Göteborg descendió a segunda división el año siguiente. El club de seguidores no fue re-fundado hasta 1973, que se considera el año de fundación de Änglarna.
A medida que el club ganó éxito en las competiciones europeas en las décadas de 1980 y 1990, y miles de fanes del IFK viajaron a Hamburgo, Barcelona, Dundee, Milán, Múnich y Mánchester, los aficionados ganaron influencia en el club, por ejemplo, prestando dinero al club, cuando se encontraba casi en la quiebra, para viajar a Valencia para jugar los cuartos de final en la Copa de la UEFA en 1982, o por ser la fuerza principal detrás del regreso a Gamla Ullevi en 1992, el estadio tradicional del club en lugar del más grande pero frío Nya Ullevi. La década de 1990 vio una tendencia a la baja en el número de asistentes, a pesar de que el club había tenido éxito en el terreno de juego, pero la tendencia se invirtió en los últimos años de la década y los primeros años del nuevo milenio que atrajo el momento más alto de promedio de asistencia desde principios de los años de la década de 1980.
En la década de 2000, la cultura hincha en Suecia comenzó a pasar de ser típicamente británica a ser de influencia más influenciada por los países del sur de Europa y su cultura tifo y ultra en los estadios suecos. De actuar como un grupo casi uniforme de aficionados se reunieron bajo la misma bandera, de aficionados del club Änglarna, los aficionados del IFK crearon facciones separadas de aficionados, incluyendo Ultra Bulldogs, Young Lions y West Coast Angelz. Un estudio de 2004 concluyó que el IFK Göteborg era el club más popular de Suecia, y que contó con el apoyo del 13% de los aficionados al fútbol de Suecia. El 55% de los aficionados al fútbol de Gotemburgo apoya al IFK Göteborg, y el club es el cuarto más popular de Estocolmo (después de los locales AIK, Djurgårdens IF y Hammarby IF) y el segundo más popular en Malmö, tras el Malmö FF.

## Gerencia
| Puesto                  | Nombre          |
| ----------------------- | --------------- |
| Presidente              | Mats Engström   |
| Gerente Directivo       | Alf Westerberg  |
| Secretario              | Peter Brandt    |
| Director deportivo      | Pontus Farnerud |
| Scout                   | Olle Sultan     |
| Director de la Academia | Jonas Olson     |

## Jugadores

### Jugadores cedidos a préstamo
| Jugador   | Posición       | Procedencia |
| --------- | -------------- | ----------- |
| Adil Titi | Centrocampista | Norrby IF   |

## Entrenadores
La siguiente es una selección de entrenadores del equipo que o bien han ganado al menos un gran título con el IFK Göteborg o han dirigido al equipo en más de 100 partidos de liga. Los entrenadores se enumeran según el momento en que fue nombrado primer entrenador del IFK Göteborg:
| Nombre                     | País    | Carrera                | Estadísticas | Estadísticas | Estadísticas | Estadísticas | Estadísticas | Estadísticas | Estadísticas | Títulos                      |
| Nombre                     | País    | Carrera                | PJ           | PG           | PE           | PP           | GF           | GC           | Dif.         | Títulos                      |
| -------------------------- | ------- | ---------------------- | ------------ | ------------ | ------------ | ------------ | ------------ | ------------ | ------------ | ---------------------------- |
| Henning Svensson           | Suecia  | 1924-29, 1931-32, 1943 | 183          | 104          | 42           | 37           | 475          | 264          | +211         |                              |
| Eric Hjelm                 | Suecia  | 1930, 1933-38          | 137          | 68           | 23           | 46           | 276          | 212          | +64          | 1 liga                       |
| Ernst Andersson            | Suecia  | 1941-42                | 43           | 21           | 13           | 9            | 94           | 62           | +32          | 1 liga                       |
| József Nagy                | Hungría | 1943-48                | 110          | 54           | 22           | 34           | 266          | 195          | +71          |                              |
| Walter Probst              | Austria | 1954-58                | 99           | 47           | 15           | 37           | 193          | 160          | +33          | 1 liga                       |
| Bertil 'Bebben' Johansson  | Suecia  | 1967-70                | 88           | 32           | 23           | 33           | 137          | 133          | +4           | 1 liga                       |
| Sven-Göran Eriksson        | Suecia  | 1979-82                | 87           | 44           | 27           | 16           | 161          | 83           | +78          | 1 Copa UEFA, 2 Svenska Cupen |
| Gunder Bengtsson           | Suecia  | 1982, 1985-87          | 79           | 38           | 26           | 15           | 155          | 79           | +76          | 1 Copa UEFA, 2 ligas         |
| Björn Westerberg           | Suecia  | 1983-84                | 44           | 25           | 9            | 10           | 78           | 38           | +40          | 2 ligas, 1 Svenska Cupen     |
| Roger Gustafsson           | Suecia  | 1990-95, 2002          | 165          | 88           | 36           | 41           | 278          | 167          | +111         | 5 ligas, 1 Svenska Cupen     |
| Mats Jingblad              | Suecia  | 1996-98                | 60           | 33           | 15           | 12           | 118          | 68           | +50          | 1 liga                       |
| Jonas Olsson y Stefan Rehn | Suecia  | 2007-10                | 100          | 49           | 28           | 23           | 164          | 85           | +79          | 1 liga, 1 Svenska Cupen      |
| Mikael Stahre              | Suecia  | 2012-14                | 30           | 9            | 2            | 9            | 36           | 41           | -5           | 1 Svenska Cupen              |
| Jorgen Lennartsson         | Suecia  | 2015-17                |              |              |              |              |              |              |              |                              |
| Poya Asbaghi               | Suecia  | 2018-19                |              |              |              |              |              |              |              |                              |
| Roland Nilsson             | Suecia  | 2019-2021              |              |              |              |              |              |              |              |                              |
| Mikael Stahre              | Suecia  | 2021-                  |              |              |              |              |              |              |              |                              |

## Récords
- Único equipo en ganar la Copa de la UEFA dos veces como invicto: 1981/82 y 1986/87.
- Mayor victoria de local en la Allsvenskan: 9–1 vs. IK Sleipner, 10 de mayo de 1925; 8–0 vs. Hammarby IF, 2 de junio de 1925; 8–0 vs. Stattena IF, 21 de abril de 1930.
- Mayor victoria de visitante en la Allsvenskan: 9–2 vs. IFK Eskilstuna, 8 de octubre de 1933; 7–0 vs. IK Sleipner, 20 de abril de 1941
- Peor derrota de local en la Allsvenskan: 2–9 vs. Malmö FF, 10 de septiembre de 1949
- Peor derrota de visitante en la Allsvenskan: 0–7 vs. IFK Norrköping, 1 de mayo de 1960
- Mayor asistencia en el Nya Ullevi: 52,194 vs. Örgryte IS, 3 de junio de 1959
- Mayor asistencia en el Gamla Ullevi: 31,064 vs. GAIS, 27 de mayo de 1955
- Mayor asistencia en el Slottsskogsvallen: 21,580 vs. AIK, 25 de octubre de 1931
- Mayor promedio de asistencia en una temporada: 23,796 en 1977
- Más apariciones en total: 609,  Mikael Nilsson 1987–01
- Más apariciones en la Allsvenskan: 348,  Bengt 'Fölet' Berndtsson 1951–67
- Goleador histórico: 333 goles,  Filip 'Svarte-Filip' Johansson 1924–34
- Goleador histórico en la Allsvenskan: 180 goles,  Filip 'Svarte-Filip' Johansson 1924–34
- Más goles en una temporada en la Allsvenskan: 39 goles,  Filip 'Svarte-Filip' Johansson 1924–25

### Participación en competiciones UEFA

#### Por competición
Nota: En negrita competiciones activas.
| Competición                        | Temp. | PJ  | PG | PE | PP | GF  | GC  | Dif. | Puntos | Títulos | Subtítulos |
| ---------------------------------- | ----- | --- | -- | -- | -- | --- | --- | ---- | ------ | ------- | ---------- |
| Copa de Europa / Liga de Campeones | 15    | 82  | 35 | 13 | 34 | 138 | 119 | +19  | 118    | –       | –          |
| Copa de la UEFA / Liga Europa      | 15    | 68  | 32 | 18 | 18 | 96  | 57  | +39  | 114    | 2       | –          |
| Recopa de Europa de la UEFA        | 2     | 8   | 2  | 3  | 3  | 7   | 11  | -4   | 9      | –       | –          |
| Copa Intertoto de la UEFA          | 1     | 6   | 4  | 0  | 2  | 9   | 8   | +1   | 12     | –       | –          |
| Total                              | 33    | 164 | 73 | 34 | 57 | 250 | 195 | +55  | 253    | 2       | 0          |

## Palmarés
| Torneos nacionales        | Tïtulos | Subcampeonatos                                                                                               |
| ------------------------- | --- | --- |
| Allsvenskan (18/13)       | 1908, 1910, 1918, 1935, 1942, 1958, 1969, 1982, 1983, 1984, 1987, 1990, 1991, 1993, 1994, 1995, 1996, 2007 | 1924/1925 , 1926/1927 , 1929/1930 , 1939/1940 , 1979 , 1981 , 1986 , 1988 , 1997 , 2005 , 2009 , 2014 , 2015 |
| Copa de Suecia (8/5)      | 1978/1979 , 1981/1982 , 1982/1983 , 1991 , 2008 , 2013 , 2015 , 2020                                       | 1985/1986 , 1998/1999 , 2004 , 2007 , 2009                                                                   |
| Supercopa de Suecia (1/4) | 2008 | 2009, 2010, 2013 y 2015                                                                                      |

| Torneos internacionales       | Títulos                                        | Subcampeonatos |
| ----------------------------- | ---------------------------------------------- | -------------- |
| Liga Europa de la UEFA (2)    | 1982 y 1987                                    |                |
| Copa Intertoto de la UEFA (8) | 1967, 1980, 1981, 1982, 1983, 1985, 1986, 1988 |                |
| Copa Sanwa Bank (1)           | 1996                                           |                |